# De Sade
De Sade és una pel·lícula estatunidenco-alemanya dirigida per Cy Endfield, estrenada el 1969. Ha estat doblada al català.

## Argument
França, segle xviii. Donatien Alphonse François, marquès de Sade, està a punt de casar-se amb Renée De Montreuil, tot i que desitja unir-se a la bella germana d'Ana, però aquesta es retira a un monestir. I així comença una vida de llibertinatge i perversions sexuals, impulsat per les experiències del seu oncle, el pervers abat de Sade, deixa de banda la seva dona i es dedica a les prostitutes. Per a aquesta forma de vida més enllà dels límits, acaba en un hospital psiquiàtric en diverses ocasions fins que, empresonat, demana perdó a la seva esposa Renée.

## Repartiment
- Keir Dullea: Donatien Alphonse François de Sade
- Senta Berger: Anne de Montreuil
- Lilli Palmer: Sra. de Montreuil
- Anna Massey: Renée de Montreuil
- Sonja Ziemann: La bella veïna
- John Huston: Abat de Sade